# Oskar Kuhn
Oskar Kuhn (7 de março de 1908, Munique – 1 de maio de 1990) foi um paleontólogo alemão.

## Vida e carreira
Kuhn foi educado em Dinkelsbühl e Bamberg e depois estudou ciências naturais, especializando-se em geologia e paleontologia, na Universidade de Munique, da qual recebeu seu D. Phil. em 1932.
Ele trabalhou no Instituto Geológico da Universidade de Munique, entre outras coisas no Fossilium Catalogus (Catálogo de Fósseis), e depois em 1938, com uma bolsa da Deutsche Forschungsgemeinschaft, mudou-se para a Universidade de Halle, onde trabalhou nos fósseis de Geiseltal. Em 1939 obteve sua habilitação com uma tese sobre a fauna Halberstadt Keuper, e em 1940 foi nomeado Privatdozent em geologia e paleontologia.
Informado pela sua religião católica, Kuhn foi um expoente da morfologia idealista: ele via a evolução como operando apenas dentro de classes morfológicas predeterminadas. Em 1943 ele declarou: “A teoria da descendência ruiu”. Após um conflito político com seu mentor, Johannes Weigelt, sobre a evolução, a certificação de ensino de Kuhn foi retirada (em um ato conhecido como "remoção") em novembro de 1941. Ele teve que deixar Halle e foi imediatamente convocado para o serviço militar na Wehrmacht durante a guerra. Em fevereiro de 1942 ele foi libertado devido a uma doença pulmonar. (Ele foi membro da SA de 1933 a 1936, mas saiu por motivos de saúde. )